# Evangelisch-Lutherisches Dekanat Neu-Ulm
Das Evangelisch-Lutherische Dekanat Neu-Ulm ist einer der achtzehn Dekanatsbezirke des Kirchenkreises Schwaben-Altbayern. Bis zu dessen Fusion 2025 gehörte es dem Kirchenkreis Augsburg an. Der Dekanatsbezirk wird durch Dekan Jürgen Pommer geleitet.

## Geschichte
Die Geschichte einiger Gemeinden reicht bis in die Reformationszeit zurück.

### Reichsstadt Ulm
Seit 1524 verfolgte die Reichsstadt Ulm eine evangelische Politik innerhalb des Kollegiums der Reichsstädte. In diesem Jahr wurde der evangelische Prediger Konrad Sam in die Stadt bestellt. In der zu Ulm gehörenden Stadt Leipheim begann der Pfarrer Jakob Wehe bereits 1523 evangelisch zu predigen. Vor den Toren Leipheims fand am 4. April 1525 eine Schlacht im Bauernkrieg statt, die mit der Niederlage der Bauern endete. Die Anführer der Bauern und Pfarrer Wehe wurden hingerichtet.
1529 nahm Ulm an der Speyerer Protestation teil. Zu diesem Zeitpunkt galten die Ulmer noch als Anhänger Zwinglis. Im November 1530 schließlich wurde nach einer Volksbefragung vom Rat die Einführung der Reformation beschlossen. Am 14. April 1531 trat eine neue Kirchenordnung in Kraft. Mit dem Tod Zwinglis 1531 nahm der Einfluss der schweizerischen Form der Reformation in Oberdeutschland ab, und man wandte sich stärker den Lutheranern zu. Durch das Augsburger Interim wurde das evangelische Kirchenwesen stark eingeschränkt, und viele Pfarrer mussten ihre Stellen aufgeben. Das evangelische Kirchenwesen wurde unter Berufung auf den Passauer Vertrag 1554 in der lutherischen Form wiedererrichtet und erfuhr dann im Augsburger Religionsfrieden von 1555 seine reichsrechtliche Legitimation. 1802 wurde Ulm bayerisch. Gemäß dem Vertrag von Compiègne wurden 1810 die Stadt Ulm links der Donau und der größte Teil des Landgebiets an Württemberg abgetreten. Bei Bayern verblieben die Ortschaften Holzschwang, Leipheim, Pfuhl, Reutti, Riedheim und Steinheim des Ulmer Winkels sowie das Ulmer Stadtgebiet rechts der Donau, aus dem Neu-Ulm entstanden ist.

### Pfalz-Neuburg
Das Herzogtum Pfalz-Neuburg wandte sich unter Pfalzgraf Ottheinrich 1542 dem Luthertum zu. In einigen Kirchengemeinden des Dekanatsbezirks lag die Landeshoheit in der Reformationszeit bei Pfalz-Neuburg. Die Kirchenpatronate waren ritterschaftlich. Der Reichsritter Eitelhans von Westernach wandte sich ab 1569 in seiner Herrschaft Bächingen an der Brenz dem evangelischen Glauben zu. Zum endgültigen Bruch mit dem Bischof von Augsburg kam es 1576 durch die offizielle Einführung der Reformation. Die Gemeinde Burtenbach ist die älteste evangelische Gemeinde im Mindeltal. Sebastian Schertlin, ein Landsknechtführer Kaiser Karl V., erwarb 1532 die Herrschaft Burtenbach. Am Sonntag Judika 1546 führte er die Reformation ein. 1560–1562 wurde die Johanneskirche errichtet. Nach dem Dreißigjährigen Krieg wurde Burtenbach Zufluchtsort von Glaubensflüchtlingen aus Kärnten und der Steiermark. 1688 wurde der Kirchturm durch Blitzschlag zerstört und danach als Zwiebelturm wieder aufgebaut. Zacharias Geizkofler von Gailenbach und Haunsheim führte 1603 in Haunsheim die Reformation ein. Er ließ 1606–1609 die Dreifaltigkeitskirche nach Plänen von Joseph Heintz dem Älteren und Elias Holl errichten.
Die sechs ehemals ulmischen Kirchengemeinden und die drei ritterschaftlichen Gemeinden wurden 1810 zum bayerischen Dekanat Leipheim zusammengefasst. 1918 wurde der Sitz des Dekanats nach Neu-Ulm verlegt; zur Umbenennung in Dekanat Neu-Ulm kam es aber erst 1947.

### Weitere Entwicklung
Im 19. und 20. Jahrhundert entstanden weitere evangelische Kirchengemeinden. Die älteste ist die 1851 gegründete Kirchengemeinde in Dillingen, wo an Ostern 1850 der erste evangelische Gottesdienst stattgefunden hatte. 1891/92 wurde die Katharinenkirche im neugotischen Stil einer Garnisonskirche erbaut. In Günzburg saß einst die Regierung der Markgrafschaft Burgau, die sich in Habsburger Besitz befand. Anfang des 19. Jahrhunderts siedelten sich die ersten evangelischen Christen an. Sie wurden aus der benachbarten ehemaligen Ulmer Stadt Leipheim betreut. 1903 wurde die Auferstehungskirche eingeweiht, 1911 wurde die Gemeinde selbständig. Es folgten Senden (1915) und Illertissen (1923, Kirchbau schon 1896).
Nach dem Ende des Zweiten Weltkriegs kamen viele evangelische Heimatvertriebene in das Gebiet des Dekanats, so dass weitere Kirchengemeinden gegründet wurden. Elchingen mit Unter- und Oberelchingen sowie Thalfingen waren bis zur Säkularisation in geistlichem Besitz. Oberelchingen und Thalfingen unterstanden dem Reichsabtei Elchingen, Unterelchingen der Reichsabtei Salem. Der Reichsstadt Ulm war es nie gelungen, diese Besitzungen zu erwerben. 1950 wurde Gundelfingen eine Kirchengemeinde. 1971 konnte die Friedenskirche eingeweiht werden. Die Kleinstadt Höchstädt war im 16. Jahrhundert evangelisch. Nach der Gegenreformation bildete sich erst wieder in den 1950er Jahren ein evangelisches Gemeindeleben aus. 1986 konnte das Gemeindezentrum mit der St.-Anna-Kirche eingeweiht werden. In Ichenhausen entstand die St.-Peter-und-Paul-Kirche 1926 aus dem Umbau eines jüdischen Wohnhauses.

## Kirchengemeinden
In den 26 Kirchengemeinden leben ca. 50.000 Gemeindeglieder (Stand Mai 2024). Im Folgenden sind die Kirchengemeinden sowie deren Kirchengebäude aufgeführt.
- Bächingen an der Brenz, Nikolaikirche
- Burgau, Christuskirche
- Burtenbach, Johanneskirche und Philipp-Melanchthon-Haus in Jettingen-Scheppach
- Dillingen an der Donau, Katharinenkirche
- Elchingen, St. Thomas
- Gundelfingen, Friedenskirche
- Günzburg, Auferstehungskirche (mit Offingen, Versöhnerkirche, und Kleinkötz, Schlosskapelle)
- Haunsheim-Bachtal, Dreifaltigkeitskirche[2]
- Höchstädt an der Donau, Anna-Kirche[3]
- Holzschwang-Hausen, Georgskirche,  Ulrichskirche (15. Jh.)
- Ichenhausen, Peter-und-Paul-Kirche
- Illertissen, Christuskirche (mit Altenstadt, Versöhnungskirche)
- Lauingen, Christuskirche[4]
- Leipheim, St. Veit[5]
- Neu-Ulm, Andreaskirche[6]
- Neu-Ulm, Erlöserkirche
- Neu-Ulm, Petruskirche
- Pfuhl–Burlafingen, St. Ulrich, St. Jakob
- Riedheim, Ambrosiuskirche[7]
- Reutti, St. Margaretha
- Senden, Auferstehungskirche[8]
- Steinheim, Nikolauskirche (mit Nersingen, Nikolauskirche, und Straß, Christus-Guter-Hirte-Kirche)
- Thannhausen, Christuskirche[9]
- Vöhringen, Martin-Luther-Kirche
- Weißenhorn, Kreuz-Christi-Kirche[10]